# 執行猶予者保護観察法
執行猶予者保護観察法（しっこうゆうよしゃほごかんさつほう、昭和29年4月1日法律第58号）は、保護観察を受けた者が遵守しなければならない事項と、保護観察の方法と運用の基準に関する日本の法律である。
保護観察の適正な実施と保護観察に付された者の速やかな更生に資することが目的である。2007年には本法と犯罪者予防更生法の整理・統合を内容とする更生保護法が成立した。

## 内容
（遵守すべき事項） 
第五条 　保護観察に付された者は、すみやかに、一定の住居を定め、その地を管轄する保護観察所の長にこれを届け出るほか、保護観察に付されている期間中、左に掲げる事項を遵守しなければならない。 
1. 善行を保持すること。
2. 住居を移転し、又は一箇月以上の旅行をするときは、あらかじめ、保護観察所の長に届け出ること。